# Adolfo Sarti

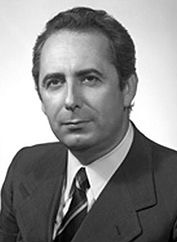
Adolfo Sarti

Adolfo Sarti (* 19. Juni 1928 in Turin; † 3. März 1992 in Rom) war ein italienischer Jurist und Politiker der Democrazia Cristiana (DC), der unter anderem bis zu seinem Tod 34 Jahre Mitglied der Abgeordnetenkammer (Camera dei deputati) und des Senats (Senato della Repubblica), Justiz- und Verteidigungsminister sowie Minister in weiteren Ressorts war.

## Leben

### Studium und berufliche Laufbahn
Sarti, Sohn eines Bankangestellten, besuchte zunächst die Grundschule in Turin, der Hauptstadt Piemonts, und verzog dann 1938 nach Cuneo, nachdem sein Vater dort in die Filiale der Banco di Roma versetzt wurde. Zwischen 1939 und 1946 besuchte er das Gymnasium Silvio Pellico, wo Augusto Rostagni zu seinen Lehrern gehörte, und begann im Anschluss ein Studium der Rechtswissenschaften. Durch seine Bekanntschaft mit dem Rechtsanwalt Giovanni Campagno, dem Sekretär der DC in der Provinz Cuneo, trat er als Mitglied der Democrazia Cristiana bei.
Nach Abschluss des Studiums 1950 wurde er Angestellter bei der Cassa di Risparmio di Cuneo. Seine politische Laufbahn begann er 1954, als er als Jugendvertreter Mitglied des Provinzialrates der DC der Provinz Cuneo wurde, ehe er 1956 zum Mitglied des Nationalrates der DC nominiert wurde.

### Abgeordneter und Staatssekretär
Bei der Wahl vom 5. Juni 1958 wurde er erstmals zum Mitglied der Abgeordnetenkammer gewählt und vertrat dort bis zum 25. Mai 1972 das Collegio Unico Nazionale.
Während der dritten Regierung von Ministerpräsident Aldo Moro sowie der zweiten Regierung von Giovanni Leone war er von Februar 1966 bis Dezember 1968 Staatssekretär im Ministerium für Tourismus und Veranstaltungen. Im Anschluss war er in der ersten Regierung von Ministerpräsident Mariano Rumor Staatssekretär im Schatzministerium sowie anschließend in dessen zweitem und drittem Kabinett von August 1969 bis August 1970 Staatssekretär im Innenministerium und behielt dieses Amt auch in den anschließenden Regierungen von Emilio Colombo und Giulio Andreotti bis Juli 1972.

### Senator und Minister
Nach seinem Ausscheiden aus der Abgeordnetenkammer wurde er am 7. Mai 1972 zum Mitglied des Senats, des Senato della Repubblica, gewählt und vertrat dort bis zum 12. Juli 1983 Piemont.
Im Juli 1973 wurde er von Ministerpräsident Rumor zum Staatssekretär im Amt des Ministerpräsidenten ernannt und war als solcher im vierten und fünften Kabinett Rumors bis November 1974 zugleich Sekretär des Ministerrates.
Anschließend berief ihn Ministerpräsident Moro am 23. November 1974 zum Minister für Tourismus und Veranstaltungen (Ministro del Turismo e dello Spettacolo) in dessen viertes Kabinett. Dieses Ministeramt hatte er auch im fünften Kabinett Moros bis zum 28. Juli 1976 inne.
Während der siebten Legislaturperiode war er von Juni 1976 bis Oktober 1979 nicht nur Mitglied der Parlamentarischen Versammlung des Europarates, sondern zugleich von Juni 1977 bis Juni 1979 auch Vorsitzender der Parlamentarischen Kommission für den Vertrag von Osimo, mit dem die Grenzen zwischen Italien und Jugoslawien und die Aufteilung von Triest festgelegt wurden.
Am 4. August 1979 wurde er von Ministerpräsident Francesco Cossiga zunächst zum Minister ohne Geschäftsbereich (Ministro senza Portofiglio) für die Beziehungen zum Parlament in dessen erstes Kabinett berufen und war dann nach einer Kabinettsumbildung vom 15. Januar bis zum 3. April 1980 Verteidigungsminister (Ministro della Difesa). Als solcher war er zeitgleich kraft Amtes Kanzler und Schatzmeister des Militärordens von Italien (Ordine militare d’Italia).
In der zweiten Regierung Cossigas war er zwischen dem 4. April 1980 und dem 17. Oktober 1980 Minister für öffentlichen Unterricht (Ministro della  Pubblica Istruzione), ehe vom 18. Oktober 1980 bis zum 22. Mai 1981 Minister für Begnadigung und Justiz (Ministro di Grazia e Giustizia) in der Regierung Arnaldo Forlanis war.

### Vizepräsident des Abgeordnetenkammer
Nachdem er aus dem Senat ausgeschieden war, wurde er am 8. Juli 1983 wiederum als Mitglied in die Camera dei deputati gewählt und vertrat dort bis zu seinem Tod am 3. März 1992 den Wahlkreis Cuneo.
Zugleich war er von März 1984 bis März 1992 wieder Mitglied der Parlamentarischen Versammlung des Europarates.
Während der zehnten Legislaturperiode war er von Oktober 1990 bis zu seinem Tod einer der Vizepräsidenten der Abgeordnetenkammer. Zugleich war er bis zu seinem Tod am 3. März 1992 seit Januar 1991 Präsident der Kommission zur Überwachung von Dokumentationen sowie seit Dezember 1991 Präsident der Parlamentarischen Delegation bei der Konferenz für Sicherheit und Zusammenarbeit in Europa (KSZE).